# Золотухин, Владимир Иванович
Владимир Иванович Золотухин (5 августа 1936, Бердск — 26 июля 2010) — советский хоккеист, советский и российский тренер.

## Биография
В первенстве СССР играл за новосибирские команды «Спартак» Новосибирск (1955/56), «Динамо» Новосибирск (1956/57 — 1961/62), «Сибирь» (1962/63 — 1965/66). Играющий тренер «Шахтёра» Прокопьевск (1966/67 — 1968/69).
Старший тренер «Сибири» с сезона 1971/72 (вначале — и. о.) по 1973 год и с 1974 по конец декабря 1975. Тренер в «Сибири» (1976/77). Старший тренер (1978/79 — 1980/81). Тренер (1981/82), старший тренер (1982/83) СКА Новосибирск. Работал в Прокопьевске. Главный тренер «Сибири» с сезона 1990/91 по 15 ноября 1993.
Сыновья Андрей (род. 1963) и Евгений (род. 1969) также играли в хоккей.
Скончался 26 июля 2010 года.